# 169. моторизована бригада ЈНА
169. мотизована бригада ЈНА била је јединица Југословенске народне армије (ЈНА), формирана током 1991. године на подручју западне Србије. Бригада је учествовала у војним операцијама у рату у Хрватској, посебно у борбама на Банији и у околини Карловца, с циљем успостављања војне контроле над стратешким правцима према Загребу.

## Формирање
Бригада је формирана у саставу Новосадског корпуса ЈНА, а мобилизација је спроведена средином септембра 1991. године. Људство бригаде чинили су резервисти из општина Лозница, Крупањ, Мали Зворник и Љубовија. Од око 6.000 позваних, мобилисано је укупно 4.326 војних обвезника.
Командни кадар бригаде чинили су:
- пуковник Никола Младеновић, командант бригаде
- потпуковник Милан Јовић, начелник штаба
- потпуковник Стојан Стефановић, помоћник начелника штаба
- мајор Драган Јовановић, начелник оперативног одељења

Бригада је имала четири пешадијска батаљона, артиљеријску подршку, извиђачку чету, јединице противваздушнне и противоклопне одбране, чету АБХО, као и логистичке и приштапске јединице.
Након окупљања између 16. и 18. септембра 1991. године, команда бригаде је била смештена у касарни Клупци код Лознице, па је бригада колоквијално позната и као Лозничка бригада.

## Ратни пут

### Марш преко Босне и улазак у Хрватску
Дана 19. септембра, бригада је пребачена у област Мачве, где је размештена у селима око Богатића. Два дана касније, 20. септембра, стигла је наредба из Новосадског корпуса да се бригада стави под команду Бањалучког корпуса ЈНА и да до 21. септембра у 12 часова заузме Хрватску Костајницу.
Током ноћи 20/21. септембра, бригада је извршила маршуру кроз северну Босну: Богатић – Тузла – Добој – Дервента – Бањалука – Босански Нови – Босанска Костајница – Хрватска Костајница. У планирано време, бригада је без отпора ушла у град, који је био напуштен и без присуства хрватских или српских власти. Војници су преко моста на реци Уни прелазили у Босанску Костајницу ради набавке хране и потрепштина.
Према сазнањима добијеним од локалног становништва, борбе у Хрватској Костајници одвијале су се још у јуну 1991. године, након чега су хрватске снаге напустиле град, а српско становништво се делимично евакуисало ка Банији и Босни.

### Повратак у Бањалуку и припреме за офанзиву
Већ увече 21. септембра, бригада добија наређење да се повуче из Хрватске Костајнице и премести на војни полигон Залужани код Бањалуке. У Залужанима се у то време налазило више бригада ЈНА које су се припремале за операције у западној Славонији и Банији.
Полигон је служио као привремена база за припрему јединица за предстојеће напредовање према Окучанима, Дарувару и даље према Загребу. Бригада је остала у Залужанима до краја септембра, припремајући се за даља дејства.

### Борбе на Банији и у Карловцу
Од 1. октобра 1991. године, бригада је пребачена на правце Баније и Карловца, где су се одиграле неке од најтежих борби рата у Хрватској. ЈНА је имала задатак да ослободи стратегијске тачке и де-експресно осигура Карловац, који су одмах блокирале хрватске снаге.
Током ових борби, бригада је морала да се суочи с жестоким отпором и уредно водећи напад, изводећи офанзиве и коришћење артиљерије. Међутим, од 7. октобра бригада је успела да заузме велике делове Карловца, али је изгубила велике жртве на обе стране. У наредним данима, уз велике жртве са обе стране, 169. мотизована бригада била је повучена и пребачена у Србију.

### Последице и губици
У овим ратним операцијама, 169. мотизована бригада је претрпела губитке од 4 погинула војника, једног несталог и 36 повређених војника. Њен учинак остаје један од значајних тренутака у борбама за Карловац и Банију.

### Борбе у источној Славонији
У новембру 1991. године, бригада је послата у Шодоловце у источној Славонији, где је остала до маја 1992. године.